# 麟山郡
麟山郡（リンサンぐん）は、朝鮮民主主義人民共和国黄海北道に属する郡。

## 地理
東は平山郡、西の銀波郡と黄海南道新院郡、 南は 峰泉郡 、青丹郡、 北は 瑞興郡、鳳山郡に接する。

## 歴史
1952年行政区域改編で平山郡新岩面・麟山面・上月面および文武面の13ヶ里、瑞興郡内徳面を分離して新設された。

### 年表
この節の出典
- 1952年12月 - 郡面里統廃合により、黄海道平山郡新岩面・麟山面・上月面および文武面の一部、瑞興郡内徳面をもって、麟山郡を設置。麟山郡に以下の邑・里が成立。(1邑23里)
  - 麟山邑・白川里・象岩里・舟岩里・冷井里・大村里・真川里・輦豊里・水峴里・上月里・東糸里・基春里・龍石里・安昌里・花昌里・平和里・池沢里・文区里・新村里・大和里・石蓮里・多田里・上下里・石橋里
- 1953年 (1邑23里)
  - 麟山邑が麒麟里に降格。
  - 花昌里・文区里の各一部が合併し、麟山邑が発足。
  - 花昌里の残部・文区里の残部が合併し、花明里が発足。
- 1954年10月 - 黄海道の分割により、黄海北道麟山郡となる。(1邑25里)
  - 水峴里の一部が黄海南道新院郡水源里に編入。
  - 白川里・大村里の各一部が合併し、剣峴里が発足。
  - 白川里の一部が黄海南道峰泉郡隠洞里・間坪里の各一部と合併し、道川里が発足。
- 1965年 (1邑21里)
  - 新村里が上下里・石蓮里に分割編入。
  - 大和里が石蓮里・東糸里・上月里に分割編入。
  - 道川里が白川里に編入。
  - 剣峴里が大村里に編入。
- 1967年 (1邑19里)
  - 花明里が麟山邑に編入。
  - 象岩里が平山郡に編入。
- 1982年 - 基春里が大豊里に改称。(1邑19里)
- 1985年 - 銀波郡金大里、鳳山郡青龍里の各一部が上下里に編入。(1邑19里)

## 行政区域
1邑・19里で構成される。
| - 麟山邑（リンサヌプ） - 麒麟里（キリンニ） - 多田里（タジョンニ） - 大村里（テチョンニ） - 大豊里（テプンニ） - 東糸里（トンサリ） - 冷井里（レンジョンニ） - 輦豊里（リョンプンニ） - 龍石里（リョンソンニ） - 白川里（ペクチョンニ） | - 上月里（サンウォルリ） - 上下里（サンハリ） - 石橋里（ソッキョリ） - 石蓮里（ソンニョンニ） - 水峴里（スヒョンニ） - 安昌里（アンチャンニ） - 舟岩里（チュアムニ） - 池沢里（チテンニ） - 真川里（チンチョンニ） - 平和里（ピョンファリ） |

## 交通
鉄道は通らないが、周辺地域を通る道路によりつながる。